# Idiurus zenkeri
Anomalure nain de Zenker, Écureuil volant de Zenker
Espèce
Répartition géographique
Statut de conservation UICN

 LC  : Préoccupation mineure
Idiurus zenkeri est une espèce d'Anomalures nains, des mammifères rongeurs de la famille des Anomalurinae. C'est le zoologiste allemand Paul Matschie (1861-1926) qui a créé l'espèce en 1894. C'est une espèce arboricole qui fait partie des écureuils volants d'Afrique centrale. 
En français, l'espèce est appelée Anomalure nain de Zenker, ou Écureuil volant de Zenker,.

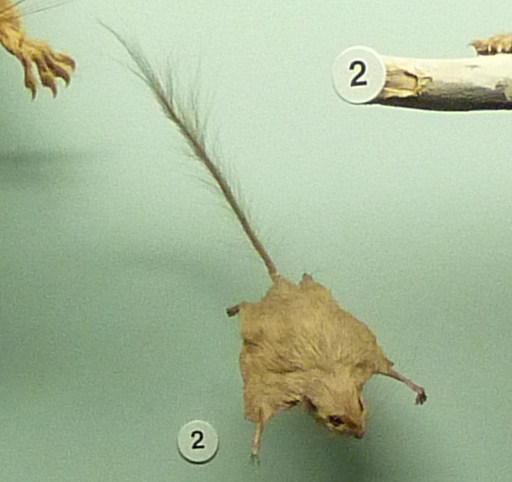
Idiurus zenkeri, spécimen naturalisé. Muséum d'histoire naturelle de Genève, collection de mammalogie